# Gabriela Capová
Gabriela Capová (Ostrava, 8 ottobre 1993) è una sciatrice alpina ceca.

## Biografia
Attiva in gare FIS dal dicembre del 2009, la Capová ha esordito in Coppa Europa l'8 febbraio 2013 a San Candido in slalom speciale (47ª), in Coppa del Mondo il 4 gennaio 2015 a Zagabria Sljeme nella medesima specialità, senza completare la prova, e ai Campionati mondiali a Vail/Beaver Creek 2015, dove si è classificata 55ª nello slalom gigante e non ha completato lo slalom speciale.
Ai Mondiali di Sankt Moritz 2017 è stata 33ª nello slalom speciale e ai XXIII Giochi olimpici invernali di Pyeongchang 2018, suo esordio olimpico, si è piazzata 29ª nello slalom gigante, 9ª nella gara a squadre e non ha completato lo slalom speciale. Il 4 febbraio 2019 ha colto a Obdach in slalom speciale il suo primo podio in Coppa Europa (2ª) e il giorno successivo la prima vittoria, nelle medesime località e specialità; ai Mondiali di Åre 2019 si è classificata 37ª nello slalom gigante, 21ª nello slalom speciale e 9ª nella gara a squadre, mentre a quelli di Cortina d'Ampezzo 2021 si è classificata 13ª nella gara a squadre, non ha completato lo slalom speciale e non si è qualificata per la finale nello slalom parallelo. L'anno dopo ai XXIV Giochi olimpici invernali di Pechino 2022 si è piazzata 32ª nello slalom speciale. È inattiva dal gennaio del 2023.

## Palmarès

### Coppa del Mondo
- Miglior piazzamento in classifica generale: 88ª nel 2019

### Coppa Europa
- Miglior piazzamento in classifica generale: 11ª nel 2019
- 2 podi:
  - 1 vittoria
  - 1 secondo posto

#### Coppa Europa - vittorie
| Data            | Località | Paese   | Specialità |
| --------------- | -------- | ------- | ---------- |
| 5 febbraio 2019 | Obdach   | Austria | SL         |

Legenda:

SL = slalom speciale

### Far East Cup
- Miglior piazzamento in classifica generale: 18ª nel 2018
- 5 podi:
  - 4 secondi posti
  - 1 terzo posto

### Campionati cechi
- 7 medaglie:
  - 2 ori (slalom gigante nel 2018; slalom gigante nel 2021)
  - 5 argenti (slalom speciale nel 2015; slalom speciale nel 2016; slalom gigante nel 2017; slalom speciale nel 2018; slalom speciale nel 2021)
  - 1 bronzo (slalom gigante nel 2013)